# Układ mono
Układ mono – układ, w którym paliwo do układu ze zbiornika jest tłoczone przez pompę paliwa pod ciśnieniem 100 kPa. Paliwo przepływając przez filtr ulega oczyszczaniu, a następnie dopływa do regulatora ciśnienia utrzymującego ciśnienie paliwa na stałym poziomie. Stąd jest kierowane do wtryskiwacza elektromagnetycznego. Główną częścią układu mono jest zespół wtryskowy, zamocowany na kolektorze dolotowym silnika. W dolnej części zespołu wtryskowego jest umieszczona przepustnica wraz z czujnikiem i nastawnikiem jej położenia. W górnej części zespołu wtryskowego znajduje się część obwodu zasilania paliwem, składająca się z wtryskiwacza, regulatora ciśnienia paliwa oraz kanałów doprowadzających i odprowadzających paliwo.
W układzie mono stosuje się następujące czujniki:
- położenia przepustnicy
- prędkości obrotowej
- temperatury silnika
- zawartości tlenu w spalinach
- temperatury powietrza dolotowego

W układzie mono masę powietrza dolotowego określa się metodą pośrednią poprzez powiązanie dwóch mierzonych wielkości: kąta otwarcia przepustnicy i prędkości obrotowej. Kierowca naciskając pedał przyśpieszenia reguluje wielkość strumienia zasysanego powietrza. Ruch przepustnicy jest rejestrowany przez czujnik, który ciągle mierzy kąt uchylenia przepustnicy.